# トミスラヴ・セルティッチ
トミスラヴ・セルティッチ（Tomislav Sertić、1902年12月21日 - 1945年9月）は、クロアチアの軍人。ウスタシャ民兵大佐。
ウドビナ出身。ウスタシャ運動の参加者。クロアチア独立国建国後、ウスタシャ民兵に勤務し、第1ウスタシャ連隊長、民兵司令官、ウスタシャ軍事アカデミー校長を歴任した。1944年、クロアチア軍大本営参謀長に任命。1945年、反アンテ・パヴェリッチ派のヴォキッチとロルコヴィッチの反乱（en）に加わるが、逮捕されなかった。
戦後、ユーゴスラビア当局により逮捕され、処刑。